# Taubensemd von Habitzheim, Semd und Groß-Umstadt
Der Taubensemd von Habitzheim, Semd und Groß-Umstadt ist ein Naturschutzgebiet in den Gemarkungen von Habitzheim, Semd und Groß-Umstadt in Südhessen.
Der Taubensemd wurde am 14. Dezember 1976 unter Naturschutz gestellt und mit Verordnung vom 3. Juni 1992 erweitert. Schutzgrund ist der Erhalt der Grünlandaue der Taubensemd mit Grünlandgesellschaften nasser bis trockner Standorte, Wasserflächen und Löss-Rainen.

## Lage
Das Naturschutzgebiet liegt südlich von Semd und nordöstlich von Habitzheim innerhalb des Naturraumes Reinheimer Hügelland. Der Bach Taubensemd (auch Taubensemme genannt) durchfließt hier auf etwa 1,95 Kilometern mäanderförmig ein eingetieftes Lösstal und bildet dabei kleine Teiche, die von Waldgemeinschaften und vernässten Wiesen umgeben sind.

## Geschichte
Anfang der 1970er Jahre drohte die Bachaue von Norden aus unter einer Müllkippe zu verschwinden. Zur Sicherung der letzten naturnahen Flächen pachtete die Vogelschutzgruppe Semd zwei Hektar des verbliebenen Biotops an, um die Ausdehnung der Müllkippe zu begrenzen. Gemeinsam mit DBV (Deutscher Bund für Vogelschutz) und HGON (Hessische Gesellschaft für Ornithologie und Naturschutz) wurde dieses Gelände naturnah ausgebaut und verschiedene Teiche und Kolke angelegt. Vor der Ausweisung als Naturschutzgebiet 1976 war auch der inzwischen geschlossene Müllplatz teilweise rekultiviert worden. Zunächst umfasste das Naturschutzgebiet nur eine Fläche von 7 Hektar. Mit Verordnung vom 3. Juni 1992 wurde das Schutzgebiet auf 32,23 Hektar nach Süden erweitert.

## Lebensräume und Arten
Das Naturschutzgebiet umfasst artenreiche Feuchtwiesen, Riedflächen und Röhrichte, offene und teils temporäre Wasserflächen und trockenen Raine. Diese sind Lebensraum für gefährdete und bedrohte Tier- und Pflanzenarten. Als Pflegeziele wurde festgelegt, die Wiesennutzung zu extensivieren, Brachen und Ackerflächen in Mähwiesen umzuwandeln und den Bachlauf zu renaturieren. Außerdem sollten Bestände von Hybridpappeln zu standortgerechtem Laubwald umgewandelt werden.

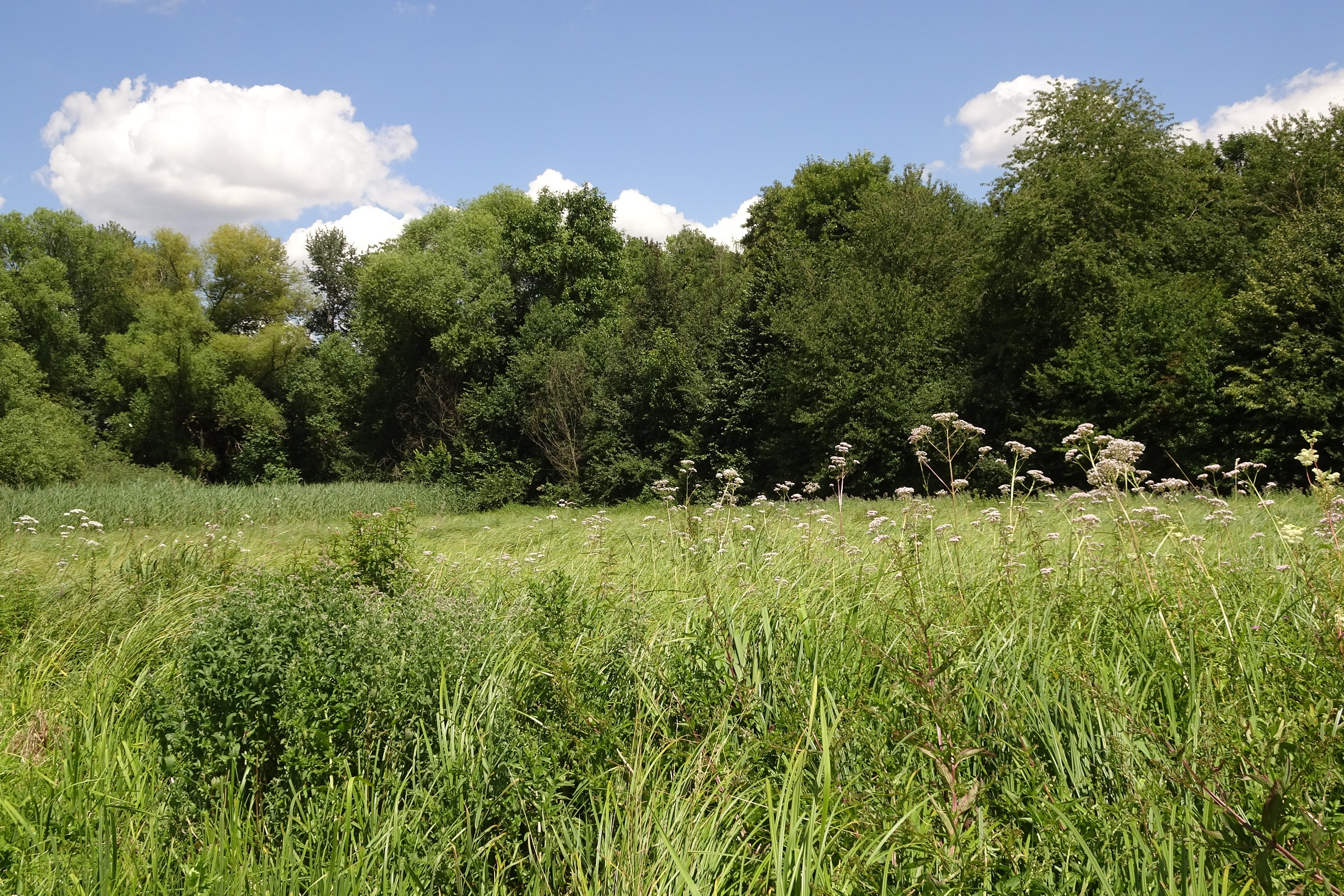
Im Norden des NSG dominieren Feuchtwiesen, Schilf- und Gehölzbestände (2020)
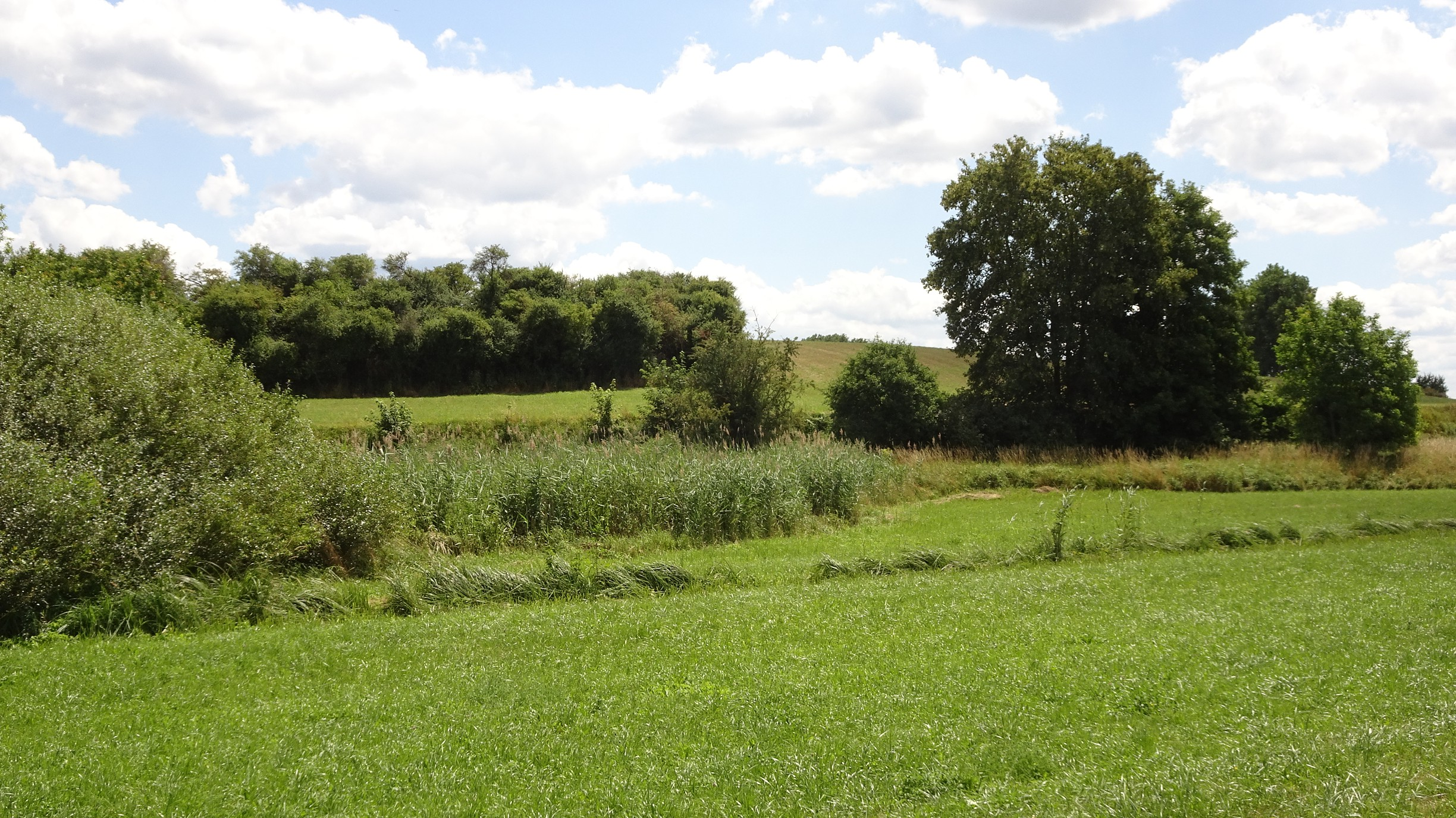
Bachlauf der Taubensemme (2020)
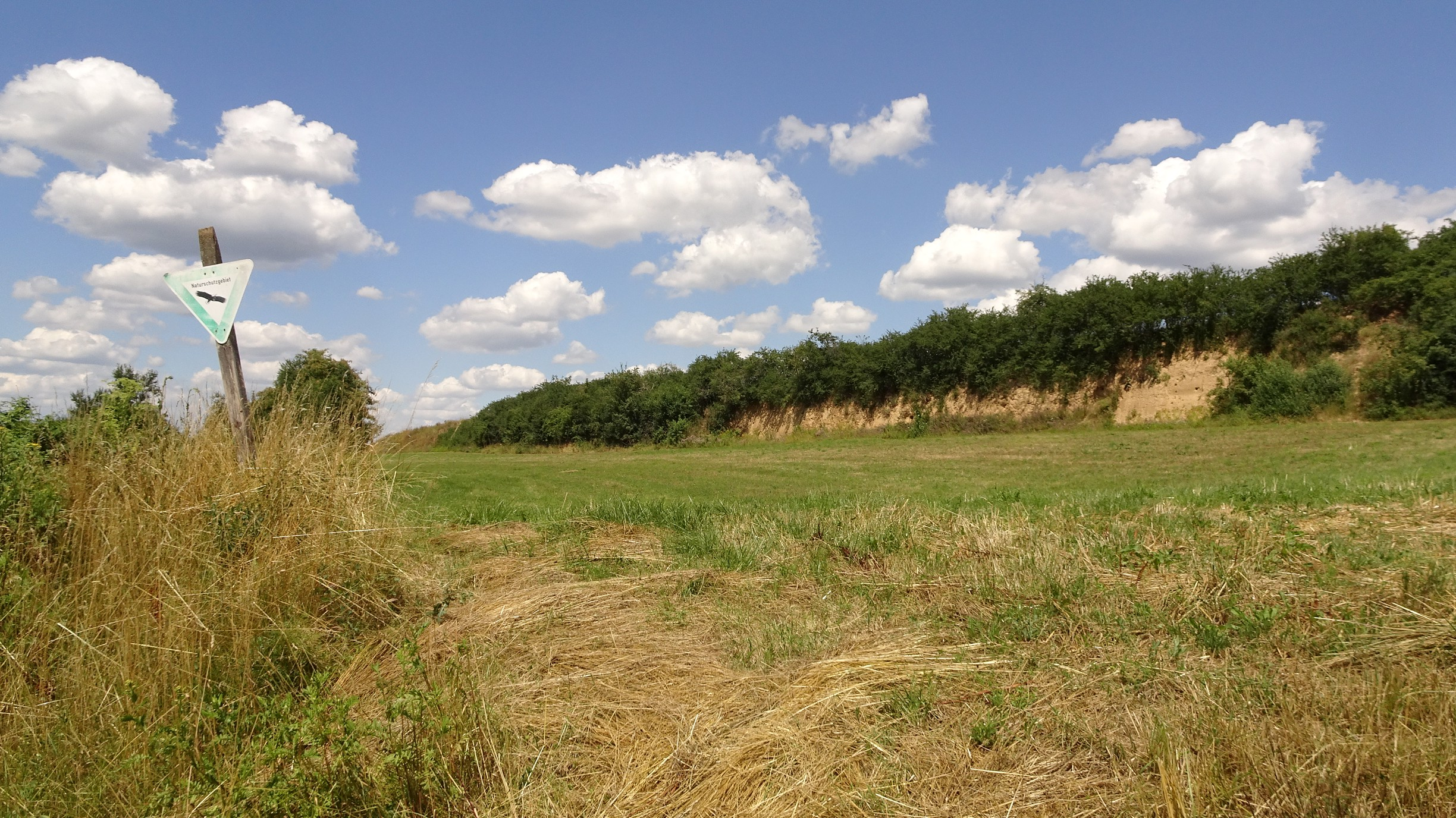
Wiese und Lössböschung am Osthang (2020)
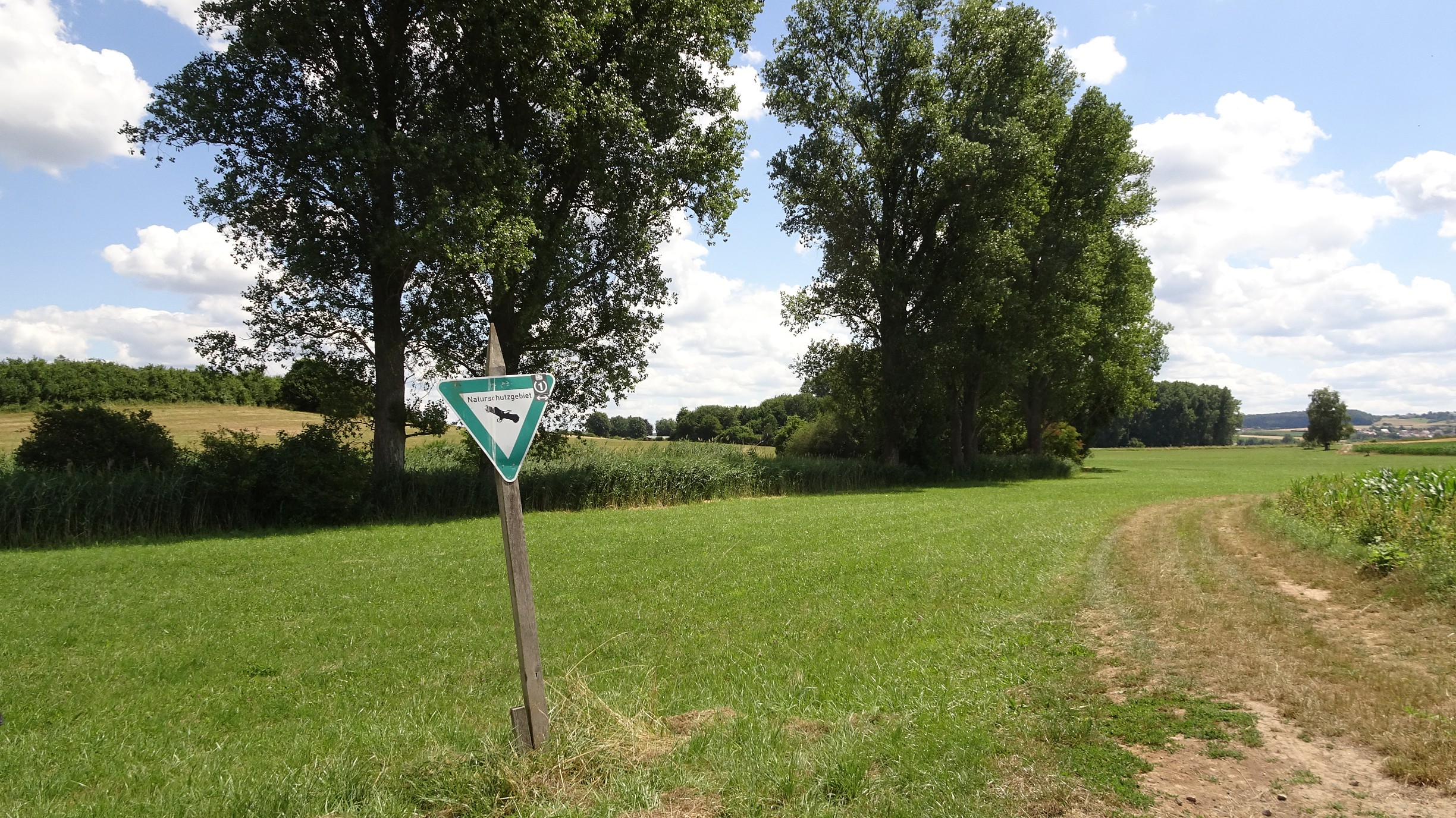
Bachlauf im Süden des Naturschutzgebietes (2020)
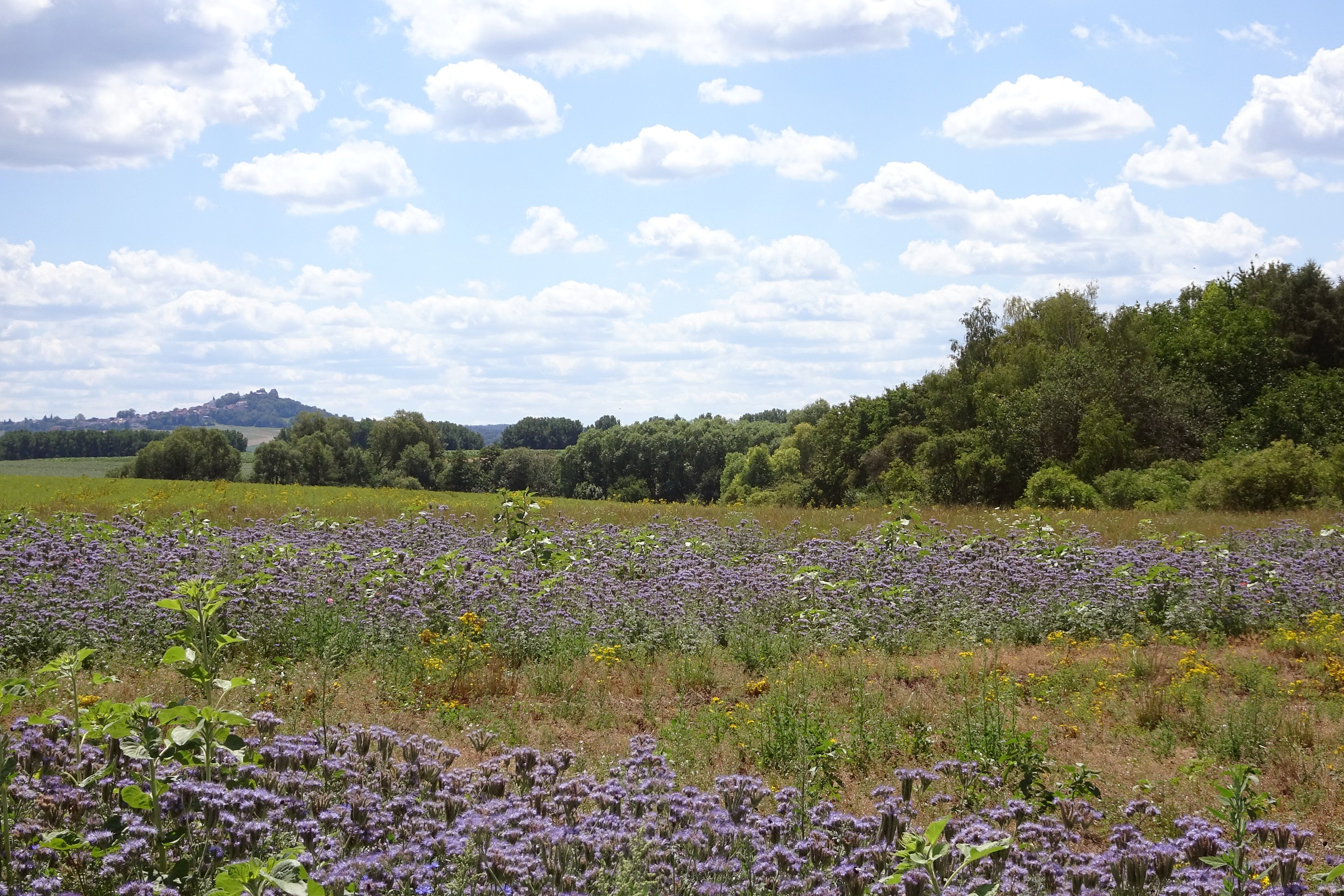
Blick von Nordosten über Blühstreifen auf das Naturschutzgebiet (2020)

Das Schutzgebiet ist sehr artenreich. An den Gewässern gedeihen verschiedene Uferpflanzen (Teichbinse, Schilf, Rohrkolben, Igelkolben, Seggen, Gifthahnenfuß, Geflügelte Braunwurz, Bachbunge), in den Teichen wachsen Wasserpflanzen wie Krauses Laichkraut, Gewöhnlicher Tannenwedel, Raues Hornblatt und Armleuchteralgen. In den Feuchtwiesen findet sich Breitblättriges Knabenkraut und Teufelsabbiss. Im Gebiet wurden 118 Vogelarten beobachtet. Als Brutvögel werden für 1973 bis 1980 folgende Arten genannt: Zwergtaucher, Mäusebussard, Turmfalke, Wachtel, Blässralle, Teichralle, Wasserralle, Kiebitz, Bekassine, Wiesenpieper, Schafstelze, Feldschwirl, Sumpfrohrsänger, Teichrohrsänger, Dorngrasmücke, Klappergrasmücke, Schwarzkehlchen (sporadisch), Braunkehlchen, Turteltaube, Grauammer und Rohrammer.
- siehe auch Liste der Naturschutzgebiete im Landkreis Darmstadt-Dieburg